# Honda CB 1100R
La Honda CB 1100R è una di motocicletta sportiva prodotta dalla casa motociclistica giapponese Honda dal 1980 al 1983.
Grazie al propulsore dalla cilindrata di 1062 cm³ a quattro cilindri in linea, la moto raggiungeva una velocità massima di 229 km/h, tra le più veloci della sua epoca.

## Descrizione
Prodotta in numero limitato di esemplari, la moto era una super sportiva monoposto completamente carenata con parte della componentistica parzialmente derivata dalla Honda CB 900F. Il suffisso R stava per "Race" (ovvero corsa), tuttavia la CB 1100R era disponibile anche in una versione omologata per la circolazione stradale. Venne prodotta solo per soddisfare i requisiti di omologazione dell'epoca, affinché fosse classificata e catalogata come motocicletta da competizione derivata di serie. Fu la prima moto "omologation special" (omologazione speciale) prodotta dalla Honda e venne espostata in numerosi mercati tra cui Europa, Sudafrica, Australia e Nuova Zelanda. Venne mai venduto negli Stati Uniti.
Il sistema frenante era composta da dischi freno ventilati.

## Attività sportiva
Nel 1980 un primo lotto di 110 esemplari fu esportato in Australia con l'obiettivo di partecipare alla 6 ore di Castrol, vincendo all'esordio con Wayne Gardner Andrew Johnson. Nel 1981 la CB 1100R vinse la New Zealand Castrol Six Hour con alla guida la coppia australiana Malcolm Campbell e Mick Cole. La CB 1100R in seguito venne leggermente modificata per avere una doppia sella biposto in maniera tale da ottenere una nuova omologazione come moto stradale, permettendole così di partecipare alla 6 ore di Castrol del 1982, la quale vinse con Wayne Gardner e Wayne Clark. Le altre CB 1100R completarono il podio classificandosi 2º, 3º e 4º, con 6 CB 11000R che nelle prime 8 posizioni. Nel biennio 1980/81 furono vendute 1050 unità, seguite da altre 1500 nel 1982 e nel 1983. I modelli 1982 e 1983 avevano una carrozzeria diversa con una carenatura completa, un serbatoio del carburante in alluminio e una sella per il passeggero nascosta da un coprisella rimovibile. La CB 1100R del 1981 erogava una potenza dichiarata di 115 CV (86 kW) a 9000 giri/min.